# SWA世界王座
SWA世界王座（エス・ダブル・エーせかいおうざ）は、スターダムが管理、SWA（スターダム・ワールド・アソシエーション）が認定している王座。

## 歴史
2016年5月、スターダム、WWS、BEW（イギリス）、RCW（スペイン）、ABDC（フランス）が王座認定組織「SWA」を発足。5月21日、スターダムとRCWによる合同興行「STARDOM & RCW Show」バルセロナ大会で行われた初代王座決定トーナメントに優勝した紫雷イオが初代王者になった。
2022年11月3日の岩谷麻優の王座返上以降、王座戦が行われることはなく、事実上の封印状態になり、公式声明がないまま、2025年に行われた公式サイトのリニューアル時にこの王座に関するデータが削除された。

## ルール
同国人選手同士によるタイトルマッチは認められない。ただし、朱里は日本とフィリピンのハーフであることから「国籍2つを背負ってやりたい」と希望して日本人選手とのタイトルマッチが認められた。また、フキゲンです★は国籍が不明として日本人選手とのタイトルマッチが認められた。

## 歴代王者
| 歴代  | チャンピオン         | 戴冠回数 | 防衛回数 | 日付           | 場所                            |
| ----- | -------------------- | -------- | -------- | -------------- | ------------------------------- |
| 初代  | 紫雷イオ             | 1        | 2        | 2016年5月21日  | カタルーニャ州バルセロナ        |
| 第2代 | トニー・ストーム     | 1        | 15       | 2016年7月24日  | エディオンアリーナ大阪第2競技場 |
| 第3代 | バイパー             | 1        | 2        | 2018年3月28日  | 後楽園ホール                    |
| 第4代 | 林下詩美             | 1        | 3        | 2019年1月14日  | 後楽園ホール                    |
| 第5代 | ジェイミー・ヘイター | 1        | 0        | 2020年1月26日  | エディオンアリーナ大阪第2競技場 |
| 第6代 | ビー・プレストリー   | 1        | 0        | 2020年10月3日  | 横浜武道館                      |
| 第7代 | 朱里                 | 1        | 9        | 2020年11月15日 | 仙台サンプラザ                  |
| 第8代 | テクラ               | 1        | 2        | 2022年1月29日  | 愛知県体育館                    |
| 第9代 | 岩谷麻優             | 1        | 3        | 2022年5月5日   | 福岡国際センター                |